# پایگاه هوایی قرضابیه
پایگاه هوایی قرضابیه (به انگلیسی: Ghardabiya) یک فرودگاه نظامی است که یک باند فرود آسفالت دارد و طول باند آن ۳۶۰۰ متر است. این فرودگاه در شهر سرت کشور لیبی قرار دارد .